# Магинське сільське поселення
Маги́нське сільське поселення (рос. Магинское сельское поселение) — сільське поселення у складі Ніколаєвського району Хабаровського краю Росії.
Адміністративний центр — селище Маго.

## Історія
До 29 липня 2011 року поселення мало статус міського, так як селище Маго мало статус селища міського типу.

## Населення
Населення сільського поселення становить 1189 осіб (2019; 1548 у 2010, 2358 у 2002).

## Склад
До складу сільського поселення входять:
| Населений пункт | Населення, осіб (2002) | Населення, осіб (2010) |
| --------------- | ---------------------- | ---------------------- |
| Гирман, село    | 85                     | 68                     |
| Маго, селище    | 2273                   | 1480                   |